# Agerhønen
Agerhønen er titlen på en novellesamling af Martin A. Hansen med tolv noveller. 
Agerhønen er også titlen på den første novelle i samlingen. Den beskriver en mystisk begivenhed fra Martin A. Hansens barndom, som har gjort stort indtryk på ham. Egentlig en lille begivenhed, men den kunne betragtes som et tegn fra de højere magter, om ikke at miste modet.
Familien var meget fattig, men forældrene prøvede at holde facaden.
"De havde skjult det i Pænhed saa længe, at Musene nu sagde op og ikke vilde komme i det Spisekammer længer." Familien levede af byggrød, dag efter dag.
Midt i en snestorm, mens familien sidder sammen, "hørte de et dumpt Slag paa Yderdøren." Det viser sig at være en lille agerhøne, der var fløjet mod døren og blev dræbt. Den lille familie holder et højtideligt festmåltid, der styrker deres sammenhold.
Der er flere af novellerne, der refererer til Martin A. Hansens egne erfaringer i barndommen eller fortællinger fra hans familie. Novellerne er stærkt præget af tidsånden og nogle er tung læsning, især for yngre læsere. De kan bedre forstås, når man ser dem i sammenhæng med Martin A. Hansens livsforløb og hans dagbogsnotater.

## Noveller i samlingen
- Agerhønen
- Uglen
- Bogen
- Morgenstunden
- Offer
- Høstgildet
- Ventesalen
- Martsnat
- Soldaten og pigen
- Fædrene
- Fuglene
- Manden fra Jorden